# Nový Tekov
Nový Tekov (in ungherese Újbars) è un comune della Slovacchia facente parte del distretto di Levice, nella regione di Nitra.